# St. Aegidius (Keferloh)

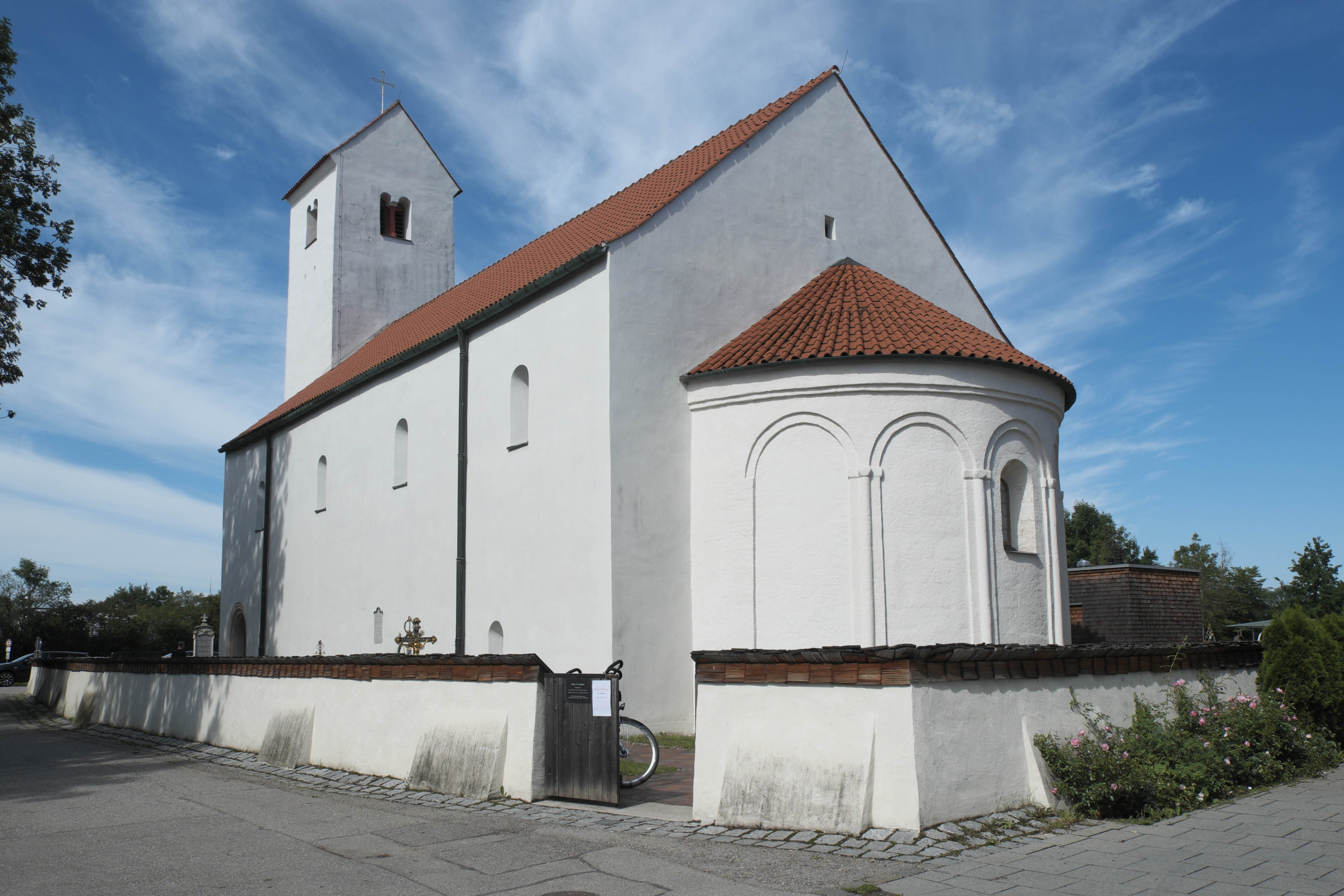
Filialkirche St. Aegidius

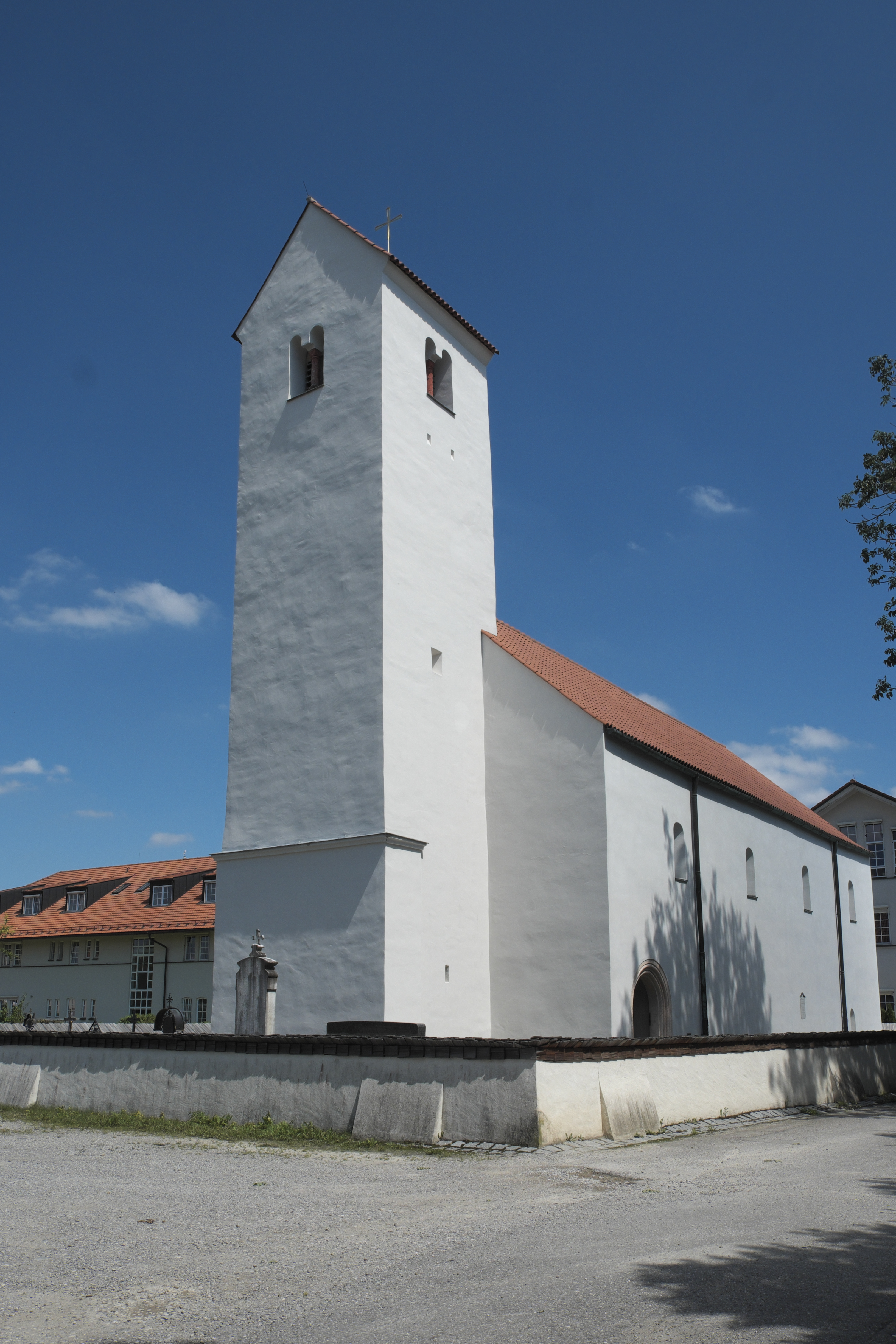
Ansicht von Westen

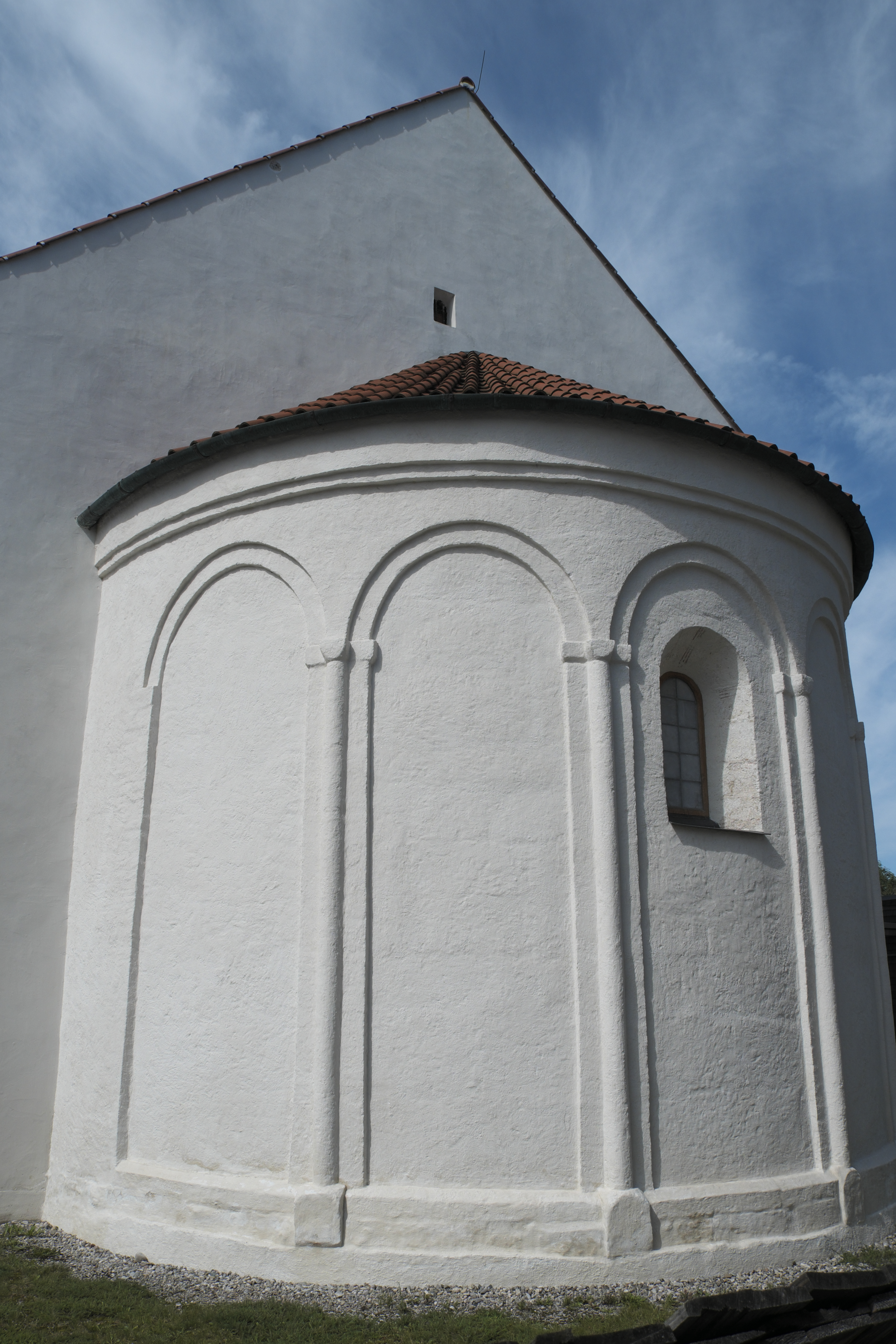
Apsis

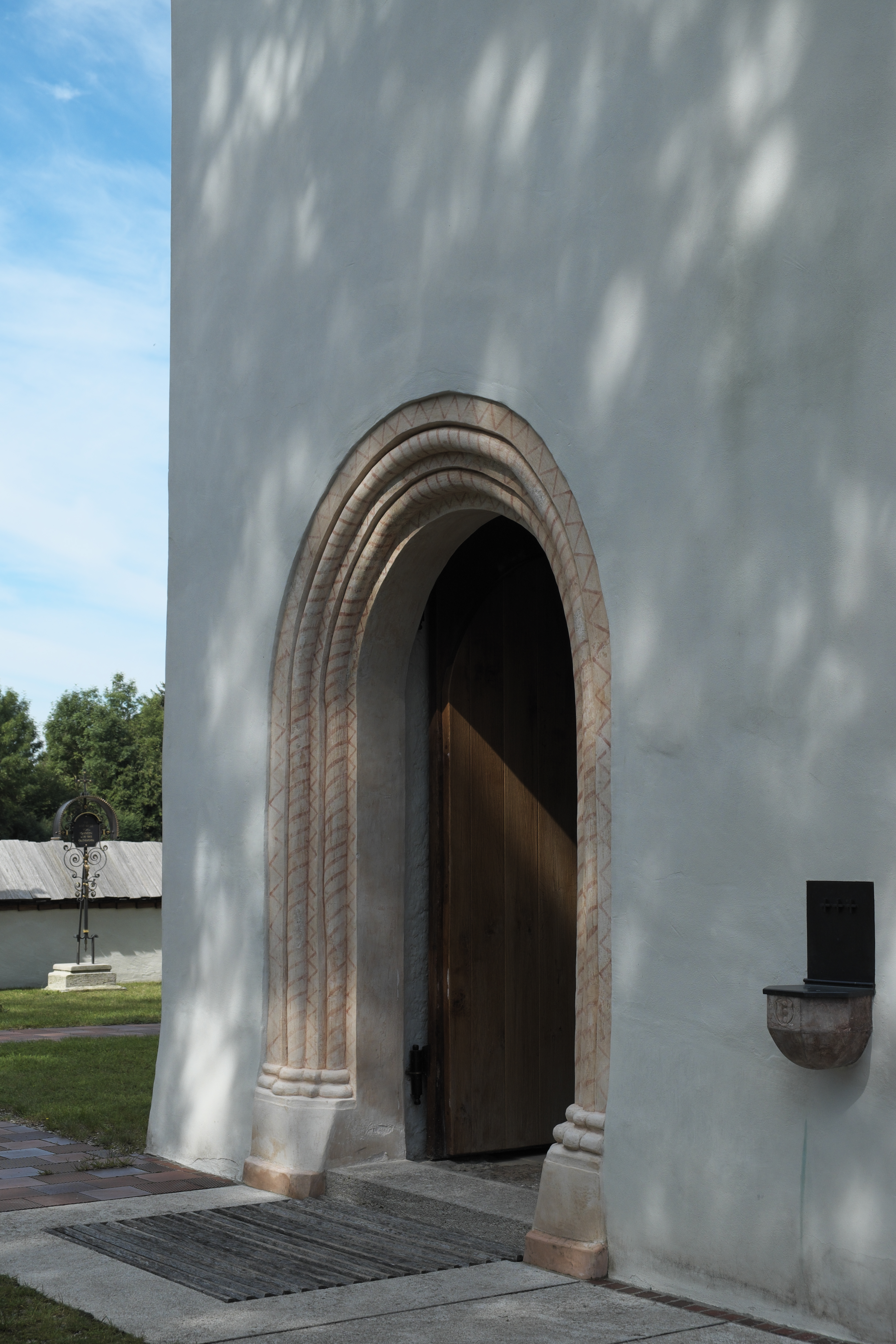
Südportal

Die katholische Kirche St. Ägidius in Keferloh, einem Ortsteil der Gemeinde Grasbrunn im oberbayerischen Landkreis München, wurde im späten 12. Jahrhundert im Stil der Romanik errichtet. Sie ist dem heiligen Aegidius geweiht und dient als Filialkirche der Pfarrei St. Stephan in Putzbrunn. Die Kirche, in der Wandmalereien aus dem 12. und 13. Jahrhundert erhalten sind, gehört zu den geschützten Baudenkmälern in Bayern.

## Geschichte
Um 1158 erwarb das Prämonstratenserkloster Schäftlarn den Weiler Keferloh, der an der Kreuzung wichtiger Handelsstraßen lag. Zwischen 1170 und 1173 ließ der Schäftlarner Propst Heinrich hier eine Schwaige und eine Kirche mit den beachtlichen Ausmaßen von 10,40 × 20,80 Metern errichten. Am 1. September 1173, dem Fest des heiligen Ägidius, weihte der Freisinger Bischof Adalbert die Kirche zu Ehren des Heiligen, der von den Prämonstratensern besonders verehrt wurde.
Um 1400 wurde der Dachstuhl erhöht und der Turm durch einen Glockenstuhl mit spitzbogigen Fensteröffnungen im Stil der Gotik aufgestockt. Im 17. Jahrhundert erfolgte ein tiefgreifender Umbau der Kirche. Die Apsis wurde durch eine Mauer vom Langhaus abgetrennt und als Sakristei eingerichtet. Die kleinen romanischen Fenster im Langhaus wurden zugemauert und durch wesentlich größere Fenster im Stil des Barock ersetzt.
Nach der Säkularisation wurde die Kirche an die beiden Keferloher Hofbesitzer zu gleichen Teilen verkauft und das Gebäude wurde zeitweise als Scheune zweckentfremdet. In den Jahren 1884 bis 1886 wurden erste Teile der romanischen Wandmalereien wiederentdeckt und freigelegt. Im Jahr 1964 wurde die Kirche dem Erzbistum München und Freising übereignet und als Filialkirche in die Pfarrpfründestiftung Putzbrunn überführt.
In den Jahren 1964 bis 1969 erfolgte unter der Leitung des Bayerischen Landesamtes für Denkmalpflege eine umfangreiche Renovierung und eine Reromanisierung der inzwischen stark baufällig gewordenen Kirche, wobei weitere Wandmalereien freigelegt wurden. Sämtliche späteren Einbauten und Ausstattungsstücke wurden entfernt, die Trennmauer zwischen Apsis und Langhaus wurde wieder abgebrochen und man versuchte, den romanischen Bauzustand weitgehend wiederherzustellen. Die großen Barockfenster wurden zugemauert, die kleinen romanischen Fenster wieder geöffnet und der in der Gotik aufgestockte Kirchturm wurde auf die ursprüngliche Höhe zurückgebaut. Bei diesen Bauarbeiten verwendete man Verputzmaterial, das sich später als höchst ungeeignet erwies. Das Mauerwerk wurde feucht, was die mittelalterlichen Wandmalereien beeinträchtigte. Die Kirche wurde in der Folge nur selten genutzt und war meist verschlossen.
In den Jahren 2002 bis 2013 erfolgte eine weitere grundlegende Restaurierung, wobei auch der Friedhof neu angelegt und eine neue Sakristei errichtet wurde. 2003 wurde ein Förderverein gegründet, der sich um die Renovierung der Kirche kümmerte. Am 1. September 2013, anlässlich des 840-jährigen Weihejubiläums, fand die feierliche Wiedereröffnung der Kirche statt, bei der Erzbischof Reinhard Marx die Altarweihe vornahm.

## Architektur

### Außenbau
Die Kirche ist aus verputztem Tuffsteinmauerwerk errichtet. Der ungegliederte, mit einem Satteldach gedeckte Glockenturm ist in die Westfassade eingeschnitten. Der Turm weist in seinem oberen Geschoss gekuppelte Klangarkaden auf. Die Apsis wird durch fünf, zweifach gestufte Blendbögen gegliedert. Die inneren Bögen ruhen auf flachen Wandvorlagen mit Kämpfern, die äußeren Bögen werden von Halbsäulen mit Würfelkapitellen getragen. Das aus dem 14. Jahrhundert stammende Rundbogenportal an der Südseite des Langhauses wurde bei den Renovierungsarbeiten in den 1960er Jahren wieder rekonstruiert, wobei das ursprüngliche, wieder aufgefundene Gewände aus Tuffstein verwendet wurde. Das mehrfach gestufte Portal wird von zierlichen Rundstäben gerahmt.

### Innenraum

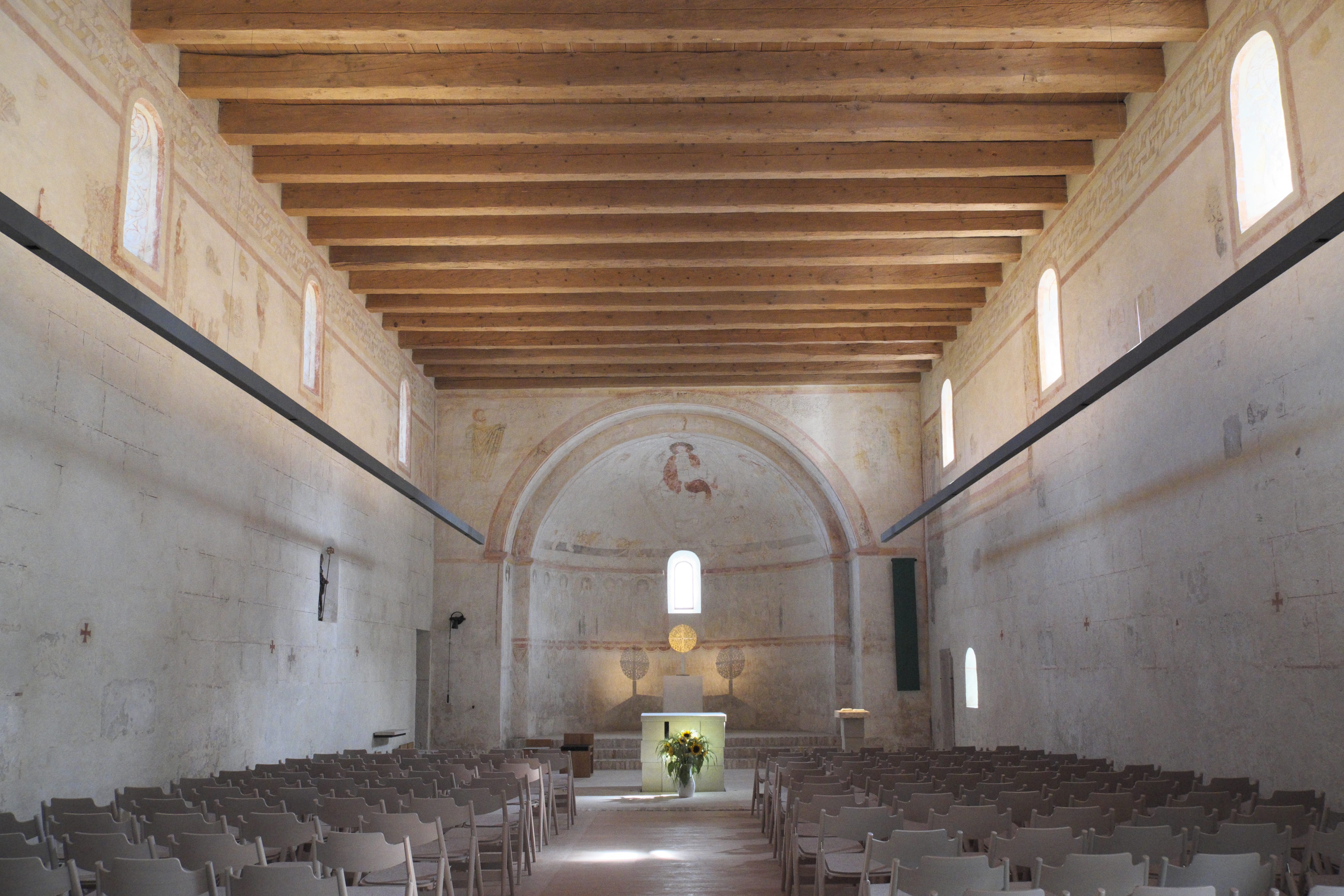
Innenraum

Das einschiffige Langhaus ist flachgedeckt und wird in vier Fensterachsen gegliedert. Die eingezogene, halbrund geschlossenen Apsis liegt drei Stufen erhöht und wird von einer Kalotte gedeckt. Seit der Reromanisierung des Gebäudes werden die Langhauswände von kleinen, rundbogigen Fenstern durchbrochen.

## Wandmalereien

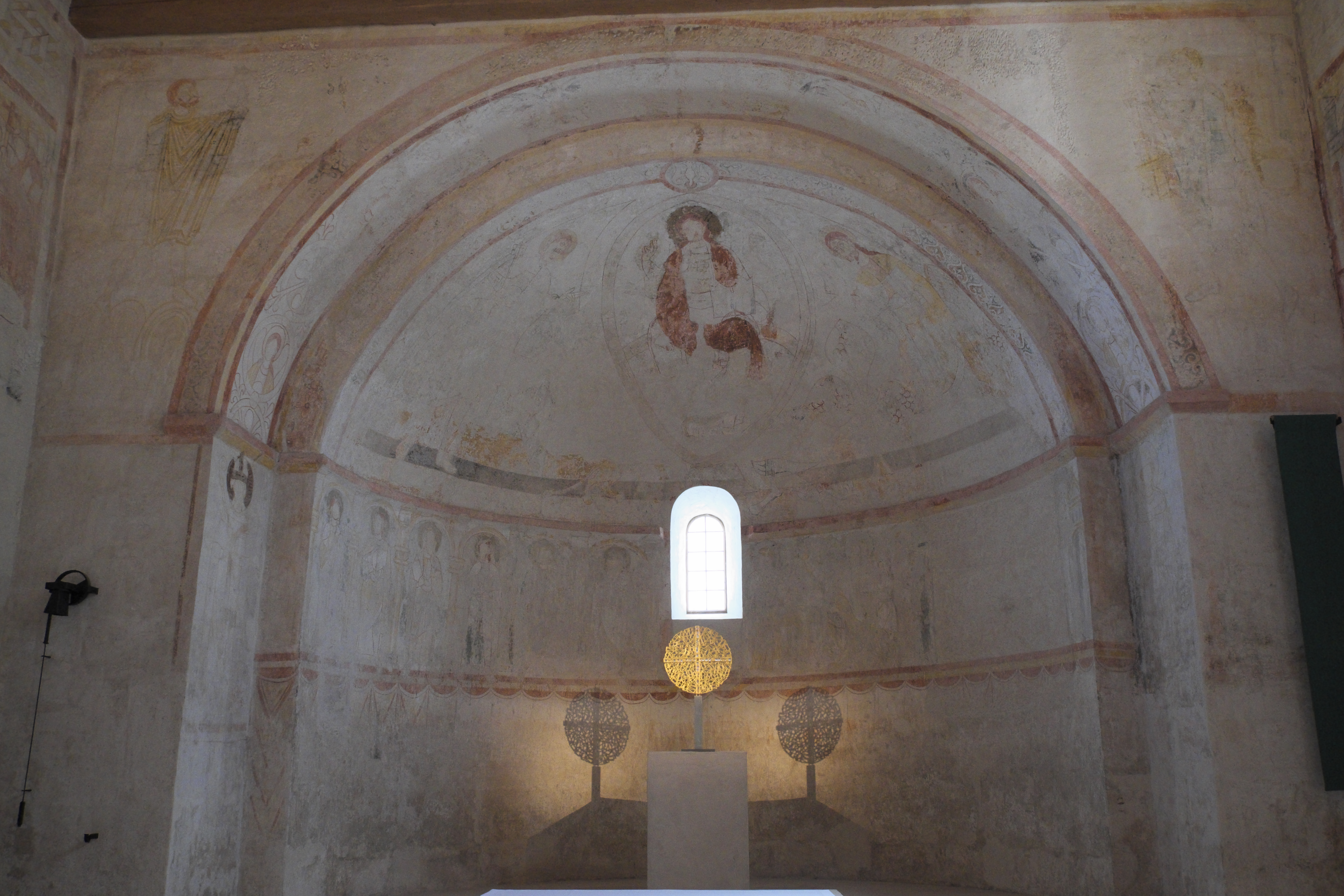
Apsis mit Wandmalerei

Die ältesten Wandmalereien in der Apsis werden bereits in die Bauzeit der Kirche datiert. In einer späteren Phase, um 1220/30, wurden die Malereien in der Apsis überarbeitet und das Langhaus ausgemalt.
Auf der Apsiskalotte wird Christus als Weltenrichter, von einer Mandorla umgeben, dargestellt. Über ihm schwebt der Heilige Geist in Gestalt einer Taube, zu seinen Füßen sind ein Löwe und ein Drachen zu sehen. Die beiden seitlichen Heiligenfiguren, vielleicht die Apostel Petrus und Paulus, sind nicht eindeutig zu identifizieren. Auf der Bildebene darunter sind die zwölf Apostel, unter Arkaden stehend, zu erkennen. Die Sockelzone ist mit illusionistischen Vorhangdraperien bemalt. In der Chorbogenlaibung sieht man Engel und zwei Bischöfe, links vom Chorbogen ist das Opfer Abels, rechts das Opfer Kains dargestellt.
Unter der Holzdecke im Langhaus verläuft ein gerahmter Mäanderfries. Darunter sind die Verkündigungsszene und Fragmente von Heiligendarstellungen erhalten.

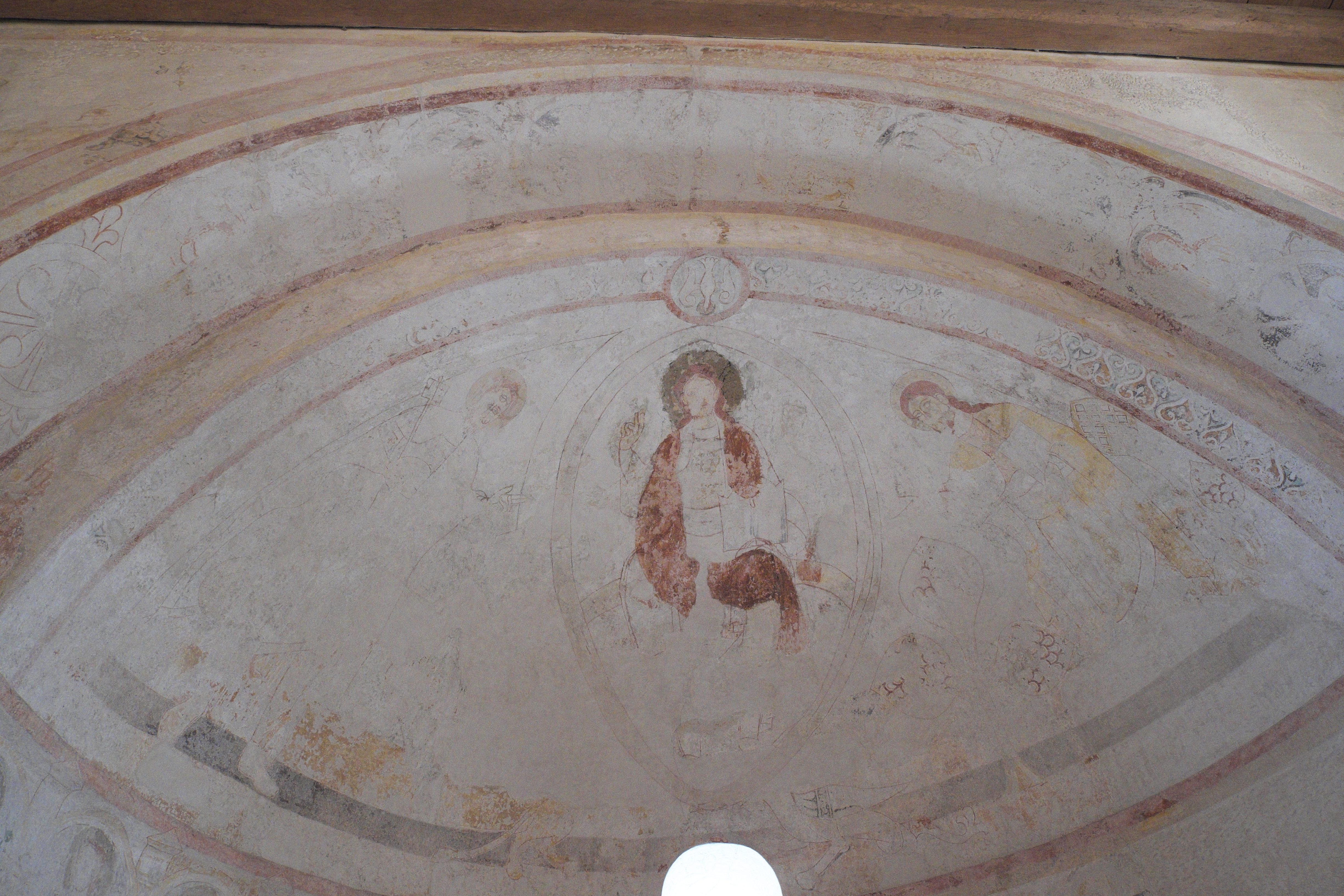
Christus als Weltenrichter
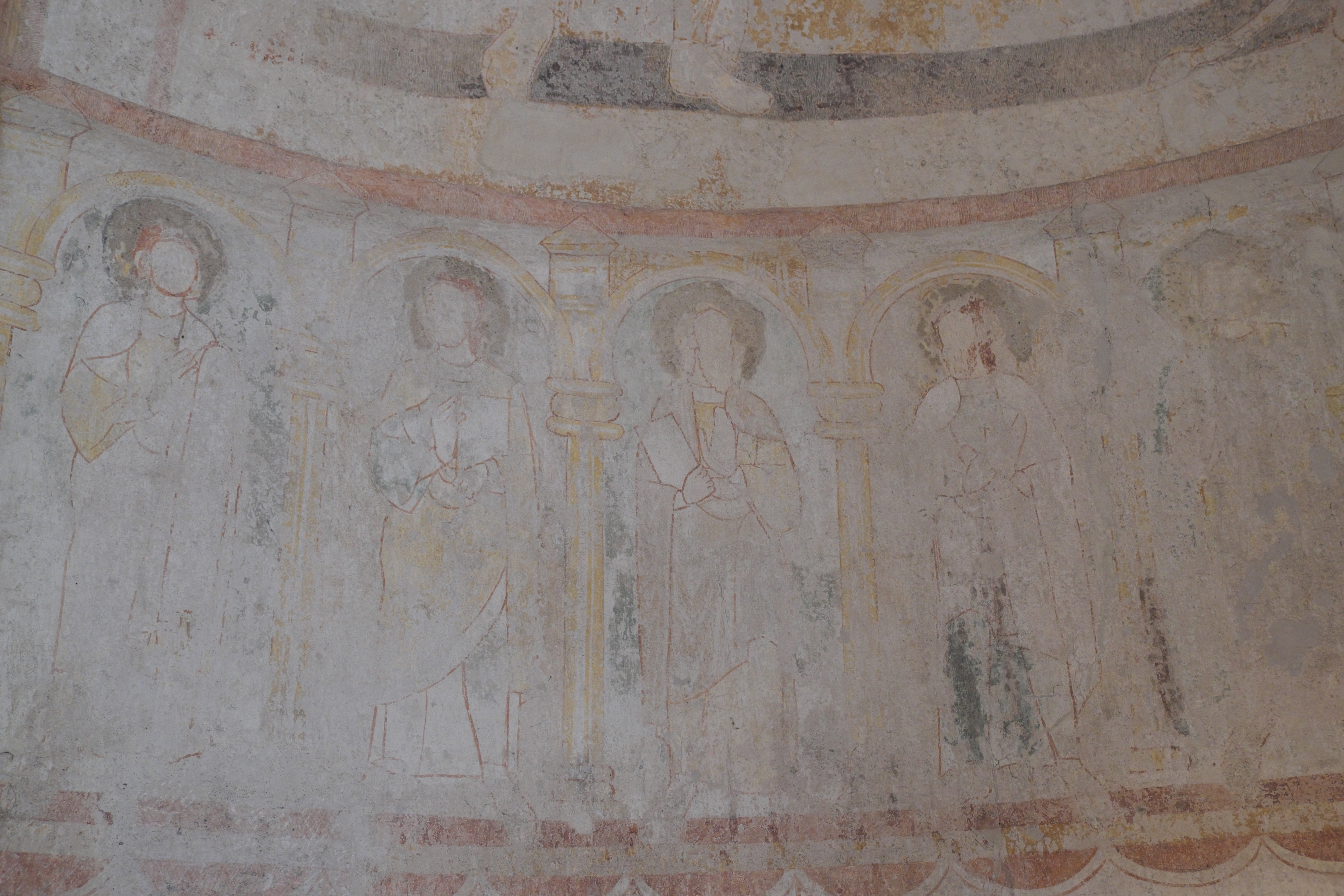
Apostel
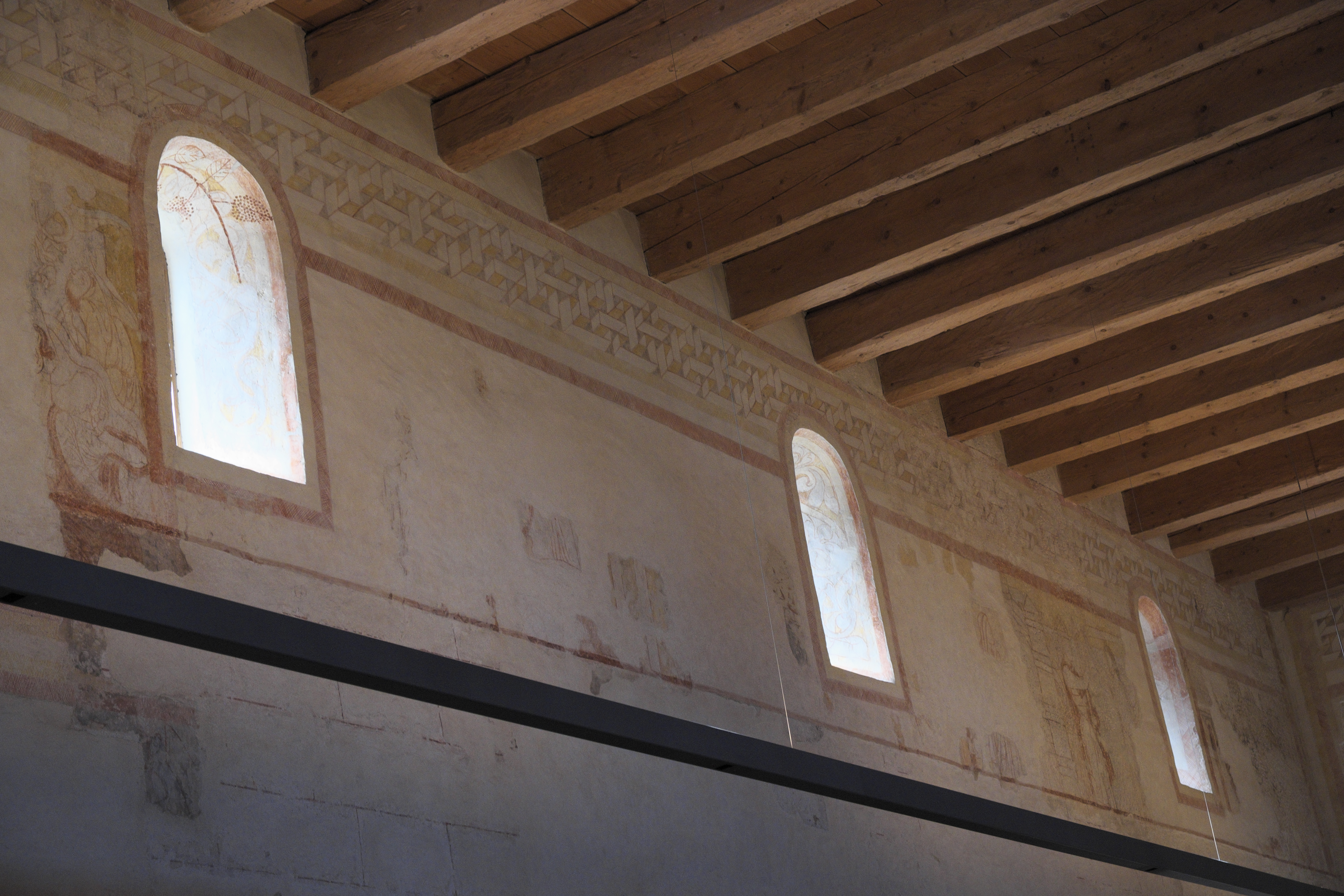
Mäanderfries und Wandmalereien im Langhaus